# Sommerbiathlon-Weltmeisterschaften 2018
Die Sommerbiathlon-Weltmeisterschaften 2018 fanden vom 21. bis zum 26. August 2018 zum zweiten Mal nach 2011 in der Vysočina Arena von Nové Město na Moravě in Tschechien statt. Zum letzten Mal wurden Mixedstaffeln im Rahmen der Meisterschaften ausgetragen.
Vor ihrem Heimpublikum räumten die tschechischen Weltcupathleten die Hälfte der Goldmedaillen ab, auch auf den weiteren Medaillenrängen erschienen die tschechischen Farben am häufigsten. Eine beeindruckende Leistung zeigte Kamila Żuk im Sprint der Juniorinnen, trotz eines Schießfehlers hatte sie im Ziel 41 Sekunden Vorsprung auf den zweiten Platz. Erfolgreichste Athleten der Weltmeisterschaften waren im Seniorenbereich Ondřej Moravec, Michal Krčmář und Veronika Vítková, bei den Junioren erreichten Jakub Štvrtecký und Kamila Żuk kombiniert die besten Ergebnisse.

## Zeitplan
| Datum            | Frauen | Frauen                 | Männer                | Männer                |
| ---------------- | ------ | ---------------------- | --------------------- | --------------------- |
| 24. August (Fr.) | 15:30  | Mixedstaffel Junioren  | Mixedstaffel Junioren | Mixedstaffel Junioren |
| 24. August (Fr.) | 18:00  | Mixedstaffel Senioren  | Mixedstaffel Senioren | Mixedstaffel Senioren |
| 25. August (Sa.) | 11:45  | Sprint Juniorinnen     | 14:00                 | Sprint Junioren       |
| 25. August (Sa.) | 16:45  | Sprint Seniorinnen     | 18:45                 | Sprint Senioren       |
| 26. August (So.) | 11:15  | Verfolgung Juniorinnen | 13:15                 | Verfolgung Junioren   |
| 26. August (So.) | 15:45  | Verfolgung Seniorinnen | 17:30                 | Verfolgung Senioren   |

## Medaillenspiegel
| Platz | Land       |   |   |   |    |
| ----- | ---------- | - | - | - | -- |
| 01    | Tschechien | 5 | 4 | 4 | 13 |
| 02    | Russland   | 3 | 1 | 1 | 5  |
| 03    | Polen      | 1 | 3 | 1 | 5  |
| 04    | Slowakei   | 1 | 1 | – | 2  |
| 05    | Ukraine    | – | 1 | 1 | 2  |
| 06    | Kasachstan | – | – | 2 | 2  |
| 07    | Slowenien  | – | – | 1 | 1  |

## Ergebnisse

### Mixed
| Rang | Name                                                                                 |
| ---- | ------------------------------------------------------------------------------------ |
| 1    | RusslandJekaterina Jurlowa-Percht Margarita Wassiljewa Nikita Porschnew Juri Schopin |
| 2    | TschechienVeronika Vítková Markéta Davidová Ondřej Moravec Michal Krčmář             |
| 3    | PolenKinga Zbylut Monika Hojnisz Grzegorz Guzik Łukasz Szczurek                      |
| 4    | UkraineWita Semerenko Walentyna Semerenko Artem Pryma Dmytro Pidrutschnyj            |
| 5    | JapanFuyuko Tachizaki Sari Maeda Tsukasa Kobonoki Mikito Tachizaki                   |
| 6    | ÖsterreichDunja Zdouc Christina Rieder Patrick Jakob David Komatz                    |
| 7    | KasachstanGalina Wischnewskaja Darja Klimina Maxim Braun Wladislaw Witenko           |
| 8    | EstlandMeril Beilmann Grete Gaim Rene Zahkna Mart Vsivtsev                           |
| 9    | SlowakeiTerézia Poliaková Henrieta Horvátová Tomáš Hasilla Martin Otčenáš            |
| 10   | SlowenienNina Zadravec Živa Klemenčič Blaž Debeljak Luka Naglič                      |

| Rang | Name                                                                            |
| ---- | ------------------------------------------------------------------------------- |
| 1    | TschechienPetra Suchá Tereza Voborníková Jakub Štvrtecký Vítězslav Hornig       |
| 2    | PolenJoanna Jakieła Kamila Żuk Wojciech Skorusa Przemysław Pancerz              |
| 3    | SlowenienPolona Klemenčič Nika Vindišar Toni Vidmar Alex Cisar                  |
| 4    | UkraineWaleryja Dmytrenko Anna Krywonos Oleksander Ponomarenko Bohdan Zymbal    |
| 5    | RusslandAnna Grigorewa Walerija Wasnezowa Alexander Mjakonki Denis Taschtimerow |
| 6    | KasachstanLjudmila Achatowa Jewgenija Krassikowa Danil Belezki Roman Jeremin    |
| 7    | RumänienAna Cotruș Andreea Mezdrea Florin-Catalin Buta Raul Flore               |
| 8    | BelarusIryna Hubizkaja Natallja Karnizkaja Kirill Zjurin Dsmitryj Lasouski      |
| 9    | SlowakeiZuzana Remeňová Mária Remeňová Tomáš Sklenárik Matej Baloga             |
| 10   | LettlandIeva Pūce Sanita Buliņa Edgars Mise Ņikita Osipovs                      |

### Herren
| Rang | Name                 |
| ---- | -------------------- |
| 1    | Michal Krčmář        |
| 2    | Ondřej Moravec       |
| 3    | Tomáš Krupčík        |
| 4    | Witalij Kiltschyzkyj |
| 5    | Maxim Burtassow      |
| 6    | Martin Otčenáš       |
| 7    | Artem Pryma          |
| 8    | Michael Rösch        |
| 9    | Rene Zahkna          |
| 10   | Tsukasa Kobonoki     |

| Rang | Name                 |
| ---- | -------------------- |
| 1    | Ondřej Moravec       |
| 2    | Michal Krčmář        |
| 3    | Artem Pryma          |
| 4    | Patrick Jakob        |
| 5    | Nikita Porschnew     |
| 6    | Witalij Kiltschyzkyj |
| 7    | Ondřej Hošek         |
| 8    | Maxim Burtassow      |
| 9    | Adam Václavík        |
| 10   | Mikito Tachizaki     |

### Damen
| Rang | Name                      |
| ---- | ------------------------- |
| 1    | Paulína Fialková          |
| 2    | Monika Hojnisz            |
| 3    | Galina Wischnewskaja      |
| 4    | Veronika Vítková          |
| 5    | Olena Pidhruschna         |
| 6    | Fuyuko Tachizaki          |
| 7    | Anastassija Merkuschyna   |
| 8    | Wita Semerenko            |
| 9    | Jekaterina Jurlowa-Percht |
| 10   | Julija Schurawok          |

| Rang | Name                    |
| ---- | ----------------------- |
| 1    | Veronika Vítková        |
| 2    | Paulína Fialková        |
| 3    | Galina Wischnewskaja    |
| 4    | Monika Hojnisz          |
| 5    | Anastassija Merkuschyna |
| 6    | Olena Pidhruschna       |
| 7    | Wita Semerenko          |
| 8    | Margarita Wassiljewa    |
| 9    | Jessica Jislová         |
| 10   | Fuyuko Tachizaki        |

### Junioren
| Rang | Name                 |
| ---- | -------------------- |
| 1    | Jakub Štvrtecký      |
| 2    | Wjatscheslaw Malejew |
| 3    | Vítězslav Hornig     |
| 4    | Alex Cisar           |
| 5    | Dsmitryj Lasouski    |
| 6    | Kirill Zjurin        |
| 7    | Bohdan Zymbal        |
| 8    | Václav Červenka      |
| 9    | Kristijan Stojanow   |
| 10   | Tomáš Mikyska        |

| Rang | Name                 |
| ---- | -------------------- |
| 1    | Wjatscheslaw Malejew |
| 2    | Bohdan Zymbal        |
| 3    | Vítězslav Hornig     |
| 4    | Alex Cisar           |
| 5    | Jakub Štvrtecký      |
| 6    | Tomáš Mikyska        |
| 7    | Kirill Zjurin        |
| 8    | Dsmitryj Lasouski    |
| 9    | Václav Červenka      |
| 10   | Mikuláš Karlík       |

### Juniorinnen
| Rang | Name               |
| ---- | ------------------ |
| 1    | Kamila Żuk         |
| 2    | Markéta Davidová   |
| 3    | Walerija Wasnezowa |
| 4    | Živa Klemenčič     |
| 5    | Nina Zadravec      |
| 6    | Polona Klemenčič   |
| 7    | Julia Sidorkina    |
| 8    | Petra Suchá        |
| 9    | Daria Gembicka     |
| 10   | Tereza Voborníková |

| Rang | Name                    |
| ---- | ----------------------- |
| 1    | Walerija Wasnezowa      |
| 2    | Kamila Żuk              |
| 3    | Markéta Davidová        |
| 4    | Anna Krywonos           |
| 5    | Anastassija Chaliullina |
| 6    | Tereza Voborníková      |
| 7    | Polona Klemenčič        |
| 8    | Nika Vindišar           |
| 9    | Ljudmila Achatowa       |
| 10   | Nina Zadravec           |